# Покровська сільська рада (Родинський район)
Покро́вська сільська рада (рос. Покровский сельский совет) — сільське поселення у складі Родинського району Алтайського краю Росії.
Адміністративний центр — село Покровка.

## Населення
Населення — 877 осіб (2019; 1119 в 2010, 1518 у 2002).

## Склад
До складу сільської ради входять:
| Населений пункт    | Населення, осіб (2002) | Населення, осіб (2010) |
| ------------------ | ---------------------- | ---------------------- |
| Вячеславка, селище | 379                    | 218                    |
| Покровка, село     | 1094                   | 875                    |
| Шубинка, селище    | 45                     | 26                     |